# Dachverband Freier Weltanschauungsgemeinschaften
Im Dachverband Freier Weltanschauungsgemeinschaften (DFW) mit Sitz in Berlin haben sich verschiedene freigeistige Religions- und Weltanschauungsgemeinschaften aus Deutschland zusammengeschlossen. Die einzelnen Mitgliedsorganisationen vertreten unterschiedliche religiöse bzw. weltanschauliche Positionen; zu ihnen gehören freie Humanisten, Freireligiöse, Pantheisten, Atheisten, Agnostiker, Freidenker und Unitarier. Allgemein versteht sich der DFW als Interessenvertretung konfessionsloser Menschen.
Hauptziele sind der Zusammenschluss aller freireligiösen und freigeistigen deutschen Verbände, eine stärkere Trennung von Kirche und Staat und die Einführung des integrativen Werteunterrichts an den staatlichen Schulen, der an die Stelle des bisherigen Religionsunterrichts treten soll. Er steht für Humanismus, Toleranz und Menschenrechte, für ein friedliches und solidarisches Zusammenleben der Menschen unabhängig von ihren religiösen, weltanschaulichen und politischen Anschauungen.

## Geschichte
Der DFW ging 1991 aus dem Deutschen Volksbund für Geistesfreiheit (DVfG) hervor, der am 8. Oktober 1949 in Wiesbaden gegründet wurde. Dem Namen nach, nicht jedoch strukturell und funktional, knüpfte der Volksbund an den 1925 gegründeten Volksbund für Geistesfreiheit an; er sieht sich in den Traditionen des „Weimarer Kartells“ und der „Reichsarbeitsgemeinschaft freigeistiger Verbände der deutschen Republik“. Gründungsmitglieder waren der Bund Freireligiöser Gemeinden Deutschlands (BFGD), die freireligiösen Landesgemeinden Bayerns (später: Bund für Geistesfreiheit Bayern) und Württemberg-Badens, die Freigeistige Union München, der Deutsche Freidenker-Verband, der Deutsche Monistenbund, die Unitarier – Religionsgemeinschaft freien Glaubens, die Vereinigung für freigläubige Feiergestaltung (später: Eekboom-Gesellschaft), die Unabhängige Gesellschaft zur Pflege junger Kunst und Wissenschaft, die Gesellschaft für Lebenskunde Duisburg und die Germanische Glaubens-Gemeinschaft. In den folgenden Jahren reduzierte sich die Zahl der Mitglieder. 1957 werden nur noch der BFGD, die Deutschen Unitarier, die Monisten und die Eekboom-Gesellschaft als Mitglieder genannt. In den Anfangsjahren konnte der Volksbund Vereinigungen aus dem gesamten Kontinuum freier Religions- und Weltanschauungsgemeinschaften vereinigen und umfasste den sozialistischen Freidenker-Verband ebenso wie die religiös-völkische Germanische Glaubens-Gemeinschaft. Präsident von 1949 bis 1959 war der Zoologe und sozialdemokratische Politiker Gerhard von Frankenberg, der auch Ehrenpräsident des Deutschen Monistenbundes war. Ab 1959 war er Ehrenpräsident. Nachfolgende Präsidenten waren: Albert Heuer (1959–1960), Fritz Hermann (1961–1973), Hans-Joachim Firgau (1973–1985), Gerd-M. Achterberg (1985–1987), Fritz Bode (1987–1994), Helga Lewandowsky (1994–1996), Klaus Stolle (1996–1999), Volker Mueller (1999–2010), Renate Bauer (2010–2018) und Swaantje Schlittgen (2018–2024). Präsidentin ist seit 2024 Silvana Uhlrich-Knoll.
Der DFW gibt die Schriftenreihe für freigeistige Kultur sowie den Pressedienst Freier Weltanschauungsgemeinschaften heraus.

## Mitgliedsverbände
Nach eigenen Angaben vertritt der DFW etwa 25.000 Mitglieder folgender Verbände:
- Bund Freireligiöser Gemeinden Deutschlands
- Unitarier – Religionsgemeinschaft freien Glaubens
- Fachverband bekenntnisfreie Religions- und Lebenskunde in Schleswig-Holstein
- Freie Akademie
- Freigeistige Aktion für humanistische Kultur (ehemals Deutscher Monistenbund)
- Freigeistige Gemeinschaft Berlin
- Humanistischer Freidenkerbund Brandenburg
- Verband Freier Weltanschauungsgemeinschaften Hamburg

## Mitgliedschaften
Der DFW ist seit 7. Juli 2005 Mitglied der Humanists International.
Er arbeitete im Koordinierungsrat säkularer Organisationen – KORSO – (Gründungsmitglied 2008) bis Ende 2021 mit.